# Phys.org
Phys.orgは、科学、研究、技術のニュース・アグリゲーター。2004年創設。Phys.orgの集積するニュースの多くはプレスリリースや新聞社から直接再出版したものであり、いわゆるチャーナリズムに属する。一部科学ジャーナリズムを行うこともある。
2011年4月、Phys.orgは医療保健に関するコンテンツサイトとしてMedical Xpressというウェブサイトを創設した。